# 厚毛水锦树
厚毛水锦树（学名：Wendlandia tinctoria sp. callitricha）为茜草科水锦树属下的一个亚种。